# Закомалдінська сільська рада
Закома́лдінська сільська рада (рос. Закомалдинский сельский совет) — сільське поселення у складі Куртамиського району Курганської області Росії.
Адміністративний центр — село Закомалдіно.
Населення сільського поселення становить 512 осіб (2017; 608 у 2010, 779 у 2002).

## Склад
До складу сільського поселення входять:
| Населений пункт    | Населення, осіб (2002) | Населення, осіб (2010) |
| ------------------ | ---------------------- | ---------------------- |
| Закомалдіно, село  | 624                    | 487                    |
| Стрижово, присілок | 155                    | 121                    |